# Борисов, Владимир Александрович (военный)
Владимир Александрович Борисов (1 [14] октября 1903, Таковая, Ярославская губерния — 19 марта 1993, Москва) — советский военачальник, участник Великой Отечественной войны, Герой Советского Союза (6.04.1945). Гвардии генерал-майор (25.09.1943).

## До войны
Родился 14 октября 1903 года в деревне Таковая Ярославской губернии (ныне — Борисоглебского района Ярославской области) в крестьянской семье. Окончил церковно-приходскую школу. В 13 лет был отправлен в Петроград, в учение в гастрономический магазин Ветчинкина. В 1918 году вернулся в родное село.
В октябре 1925 году был призван в Красную Армию. Служил в 16-м стрелковом полку 6-й стрелковой дивизии Московского военного округа (г. Орёл). Там окончил полковую школу младших командиров в 1926 году и командовал отделением. В 1928 году окончил Объединённую военную школу имени ВЦИК в Москве. Как один из лучших выпускников оставлен в этой школе командиром учебного взвода, а с апреля 1930 — курсовой командир, с мая 1932 — помощник начальника боепитания школы, преподаватель тактики и топографии. Учился и сам, в 1931 году окончив школу «Снайпинга» при Центральном совете Осоавиахима, в мае 1932 года — Ленинградские бронетанковые курсы усовершенствования комсостава РККА.
С марта по октябрь 1937 года — помощник начальника отдела в Управлении вузов РККА, затем отправлен учиться в академию. В 1939 году окончил Военную академию РККА имени М. В. Фрунзе. С марта 1940 — помощник и старший помощник начальника отделения в штабе Белорусского Особого военного округа, с июня — начальник отделения штаба 27-й стрелковой дивизии, с апреля 1941 — заместитель начальника штаба 44-го стрелкового корпуса.

## Великая Отечественная война
В мае 1941 года майор В. А. Борисов получил назначение на должность начальника штаба 5-й воздушно-десантной бригады 3-го десантно-воздушного корпуса, который формировался в Одесском военном округе (г. Первомайск). С июля 1941 года сражался на фронтах Великой Отечественной войны. Первая боевая операция в которой Владимир Александрович, как начальник штаба бригады, принял участие была оборона Киева в июле-августе 1941 года. В сентябре 1941 года бригада попала в кольцо окружения под Киевом, но сумела с боем вырваться оттуда и была включена в 40-ю армию Юго-Западного фронта. Участвовал в Сумско-Харьковской оборонительной операции.
После преобразования воздушно-десантного корпуса в стрелковую дивизию 20 ноября 1941 года В. А. Борисов был назначен начальником штаба созданной на его базе 87-й стрелковой дивизии, в составе которой принимал участие в обороне города Тим и в Курско-Обоянской операции. За умелое руководство боем дивизии подполковник Борисов был награждён орденом Красного Знамени. 19 января 1942 года 87-я стрелковая дивизия была преобразована в 13-ю гвардейскую стрелковую дивизию, в которой гвардии полковник Борисов также был начальником штаба, а с июля 1942 года заместителем командира дивизии по строевой части. С 14 сентября 1942 года в составе 13-й гвардейской стрелковой дивизии 62-й армии оборонял Сталинград, за что был награждён вторым орденом Красного Знамени.
С октября 1942 по март 1943 года проходил обучение на ускоренном курсе Высшей военной академии имени К. Е. Ворошилова.
С 25 марта по 29 ноября 1943 года и с 19 января по 10 июня 1944 года В. А. Борисов командовал, сформированной в конце 1942 года на Урале из войск НКВД, 175-й стрелковой дивизией. Дивизия под его командованием отличилась в битве на Курской дуге в составе 70-й армии Центрального фронта. За умелое руководство дивизией и боевые успехи командир дивизии был награждён орденом Кутузова II степени. 25 сентября 1943 года полковнику Борисову В. А. было присвоено воинское звание «генерал-майор». Затем командовал дивизией в Орловской наступательной операции, в битве за Днепр и в Гомельско-Речицкой наступательной операции. В последней из них в ноябре 1943 года был ранен, после выхода из госпиталя в январе 1944 года вернулся на пост командира дивизии и принял участие в Полесской наступательной операции.
В июне 1944 года принял командование 44-й гвардейской стрелковой дивизией 65-й армии 1-го Белорусского фронта. Отлично действовал в Белорусской стратегической наступательной операции, в которой дивизия получила почётное наименование «Барановичской».
Командуя 44-й гвардейской стрелковой дивизией, гвардии генерал-майор Борисов В. А. особенно отличился в Сероцкой наступательной операции. Он чётко управлял частями и обеспечил 5 сентября 1944 года успешную переправу войск через реку Нарев в 10 километрах севернее польского города Сероцк. В боях за Сероцкий плацдарм через реку Нарев противник потерял 407 танков и свыше 27 тысяч убитыми. Генерал Борисов, рискуя жизнью, мужественно, умело руководил боевыми действиями частей. 44-я гвардейская стрелковая дивизия удержала свои позиции на плацдарме, сохранила мосты через Нарев, что существенно помогло другим соединениям, сражавшимся за удержание Сероцкого плацдарма. Сохранение плацдарма имело важное значение для последующего наступления войск фронта. Именно отсюда был нанесен удар по врагу в Восточно-Прусской операции, в результате чего удалось отрезать Восточную Пруссию от рейха, что предопределило разгром всей северо-западной нацистской группировки.
За умелое руководство стрелковой дивизией, мужество и героизм, проявленные в боях с немецко-нацистскими захватчиками, Указом Президиума Верховного Совета СССР от 6 апреля 1945 года гвардии генерал-майору Борисову Владимиру Александровичу присвоено звание Героя Советского Союза с вручением ордена Ленина и медали «Золотая Звезда» (№ 5490).
В 1945 году во главе дивизии наступал в Млавско-Эльбингской, Восточно-Померанской и Берлинской наступательных операциях.

## Послевоенная служба

Могила В. А. Борисова на Кунцевском кладбище.

24 июня 1945 года гвардии генерал-майор Борисов участвовал в историческом Параде Победы на Красной площади в Москве. Командовал той же дивизией, переданной в состав Северной группы войск (на территории Польши). С января 1946 года генерал-майор Борисов был старшим преподавателем в Высшей военной академии имени К. Е. Ворошилова (в 1949 году ему были присвоены права окончившего эту академию и вручен диплом). С мая 1950 по ноябрь 1954 года служил военным советником при начальнике Военной академии Румынской народной армии. С ноября 1954 года вновь работал в Военной академии Генерального штаба, в декабре 1955 года стал старшим преподавателем кафедры тактики высших соединений. В декабре 1959 года опять направлен в заграничную командировку, на этот раз старшим военным специалистом по оперативно-тактической подготовке при Военной академии имени Ф. Энгельса Национальной народной армии Германской Демократической Республики. С мая 1961 года — в запасе по болезни.
После выхода в запас проживал в Москве во 2-м Новоподмосковном переулке. Вёл активную общественную работу, являлся заместителем секретаря парторганизации районного комитета ДОСААФ Фрунзенского района.
Скончался 19 марта 1993 года. Похоронен на Кунцевском кладбище города Москвы (участок 9-2).

## Награды
- Герой Советского Союза (6.04.1945, медаль «Золотая Звезда» № 5490)[2];
- Три ордена Ленина (6.04.1945[2], 10.04.1945[3], 17.05.1951[4]);
- Четыре ордена Красного Знамени (27.03.1942[5], 2.12.1942[6], 6.11.1945[7], 30.12.1956[4]);
- Орден Суворова II степени (15.01.1944)[8][9];
- Орден Кутузова II степени (27.08.1943)[10];
- Орден Отечественной войны I степени (11.03.1985)[11];
- Орден Красной Звезды (3.11.1944)[12];
- Медаль «За оборону Сталинграда» (20.01.1944)[13];
- Медаль «За оборону Киева»;
- Медаль «За освобождение Варшавы»;
- Другие медали;

Почётные звания
- Почетный гражданин города Барановичи (30.03.1984)[14]

Польские награды
- орден «Крест Грюнвальда» III степени[15];
- Медаль «За Варшаву 1939—1945»[15];
- Медаль «За Одру, Нису и Балтику»[15].

14 раз был отмечен в приказах (благодарностях) Верховного Главнокомандующего

## Семья
- Жена — Борисова Александра Никифоровна (1908—1999).
- Дочери — Иванян Инна Владимировна (1931—2008), Дгебуадзе Лора Владимировна (1938).
- Зятья — Иванян, Эдуард Александрович (1931—2012), Дгебуадзе Александр Валерианович (1934—2020).
- Внуки — Дгебуадзе Марианна Александровна, Иванян Мария Эдуардовна, Иванян Ирина Эдуардовна.
- Правнуки — Плотникова Анастасия Сергеевна (2002), Загвоздин Богдан Олегович (1991—2006).

## Память
- Его имя носила пионерская дружина школы села Яковцево Борисоглебского района Ярославской области;
- В посёлке Борисоглебский Ярославской области, на мемориале землякам установлена стела с портретом Героя.